# 315 Констанція
315 Конста́нція (315 Constantia) — астероїд головного поясу, відкритий 4 вересня 1891 року Йоганном Палізою у Відні.